# NGC 2064
NGC 2064 é uma nebulosa na direção da constelação de Orion. O objeto foi descoberto pelo astrônomo Heinrich d'Arrest em 1864, usando um telescópio refrator com abertura de 11 polegadas. 